# Joachim Hübner (Hofrat)
Joachim Hübner, auch Joachim Huebner oder irrtümlich Ern Joachim Hübner (* 1565 in Berlin (Kölln); † 29. Juni 1614 ebd.), war ein kurbrandenburgischer und dänischer Hofrat.

## Leben

### Herkunft und Familie
Joachim Hübner war ein Sohn des Magisters Thomas Hübner, Erzieher von Kurfürst Joachim Friedrich von Brandenburg (1546–1608), sowie dessen nachmaliger Rat und Administrator des Erzstifts Magdeburg. Seine Mutter war die Berliner Ratsherrentochter Margarethe Götzke.
Er war mütterlicherseits weitläufiger verwandt mit den Frankfurter Bürgermeistern Erasmus Roch († nach 1549) und Christoph Pruckmann. Der Professor der Theologie in Frankfurt Bartholomäus Rademann († 1602) war sein Schwager und der kurbrandenburgische Kanzler Friedrich Pruckmann (1562–1630) sein Onkel.
Er vermählte sich 1596 mit Magdalene Matthias, Tochter des Kammerrats und Bürgermeisters von Berlin Thomas Matthias († 1576/1581). Aus der Ehe sind 13 Kinder hervorgegangen, von denen sechs jung verstarben. Zu seinen Söhnen zählte der Berliner Hofprediger Johann Christoph Hübner (1601–1683).

### Werdegang
Hübner wurde 1598 kurfürstlicher Rat bei Joachim Friedrich von Brandenburg. Im Jahre 1599 war er brandenburgischer Gesandter zu einem protestantischen Kongress in Frankfurt (Main). Nach Ablauf der üblichen fünf Dienstjahre wurde er 1603 erneut verpflicht und wegen der preußischen Angelegenheiten nach Polen entsandt. 1604 wurde er in das neu errichtete und aus zunächst neun Räten bestehende Geheimeratskollegium aufgenommen. Nach einem Überwürfnis mit Kanzler Johann von Löben (1561–1636) wegen einer mutmaßlichen Verfehlung bei der diplomatischen Mission in Krakau wurde er im Mai 1605 entlassen. Hübner trat daraufhin in dänische Dienste und wurde Geheimrat bei König Christian IV. Gleich nach seinem Regierungsantritt 1608 rief Kurfürst Johann Sigismund Brandenburg (1572–1619) Hübner aus Dänemark zurück und betraute ihn mit den Verhandlungen mit Polen. Das besondere Verdienst der erst 1611 erreichten Übertragung der preußischen Vormundschaft und Belehnung wird Hübner zugeschrieben.